# Тэинэ (станция)
Станция Тэинэ (яп. 手稲駅 тэинэ эки) — железнодорожная станция в японском городе Саппоро, обслуживаемая компанией JR Hokkaido. На этой станции можно использовать Kitaca (смарт-карта).

## История
Станция Тэинэ была открыта 28 ноября 1880 года. С приватизацией JNR она перешла под контроль JR Hokkaido.

## Линии
- JR Hokkaido
  - Главная линия Хакодате

## Планировка
Платформы 
| 1   | ■Линия Хакодате | на станции Хосими, Отару и Куттян                                     |
| 2   | ■Линия Хакодате | на станции Хосими, Отару, Саппоро, Ивамидзава и Новый аэропорт Титосэ |
| 3,4 | ■Линия Хакодате | на станции Саппоро, Ивамидзава и Новый аэропорт Титосэ                |